# سیارک ۵۰۷۵
سیارک ۵۰۷۵ (به انگلیسی: 5075 Goryachev، نامگذاری:1969TN4) پنج هزار و هفتاد و پنجمین سیارک کشف شده‌است که در ۱۳ اکتبر ۱۹۶۹ کشف شد.
قدر مطلق سیارک برابر ۱۳٫۶۰ است.